# متسانية البحيرات
متسانية البحيرات (الاسم العلمي:Isoetes lacustris) هو نوع من النباتات يتبع جنس المتسانية من فصيلة المتسانيات.